# Cytokromer
Cytokromer är hemproteiner som generellt är membranbundna, innehåller hemgrupper med en central järnatom (Fe) i dess kärna, som en kofaktor. De bidrar till elektrontransportkedjan och redoxkatalys och klassificeras efter typen av hem och dess bindningssätt. Fyra varianter är erkända av Internationella unionen för biokemi och molekylärbiologi (IUBMB), cytokrom a, cytokrom b, cytokrom c och cytokrom d.

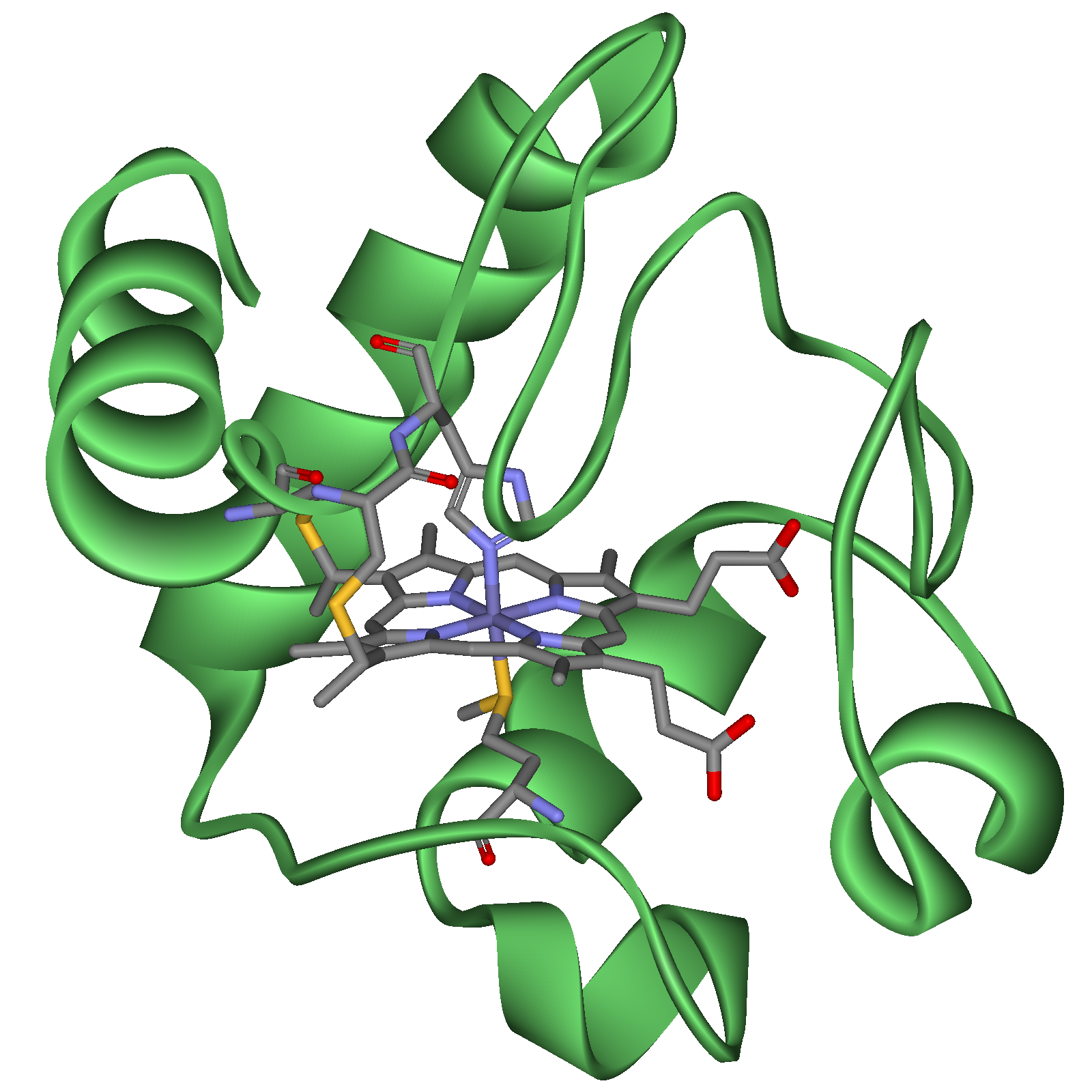
Cytokrom c med hem c.

Cytokromfunktionen är kopplad till den reversibla redoxförändringen från järn(II)- till järn(III)- oxidationstillståndet för järnet som finns i hemkärnan. Förutom klassificeringen av IUBMB i fyra cytokromklasser, kan cytokrom o och cytokrom P450 hittas i biokemisk litteratur.

## Historik
Cytokromer beskrevs ursprungligen 1884 av Karl Alexander MacMunn som andningspigment (myohematin eller histohematin). På 1920-talet återupptäckte Keilin dessa andningspigment och döpte dem till cytokromer, eller "cellulära pigment". Han klassificerade dessa hemproteiner på basis av positionen för deras lägsta energiabsorptionsband i deras reducerade tillstånd, som cytokrom a (605 nm), b (≈565 nm) och  (550 nm). De ultravioletta (UV) till synliga spektroskopiska signaturerna av hemer används fortfarande för att identifiera hemtyp från det reducerade bis-pyridin-ligerade tillståndet, kallad pyridinhemokrommetoden. Inom varje klass, cytokrom a, b eller c, numreras tidiga cytokromer i följd, till exempel cyt c, cyt c1 och cyt c2, med nyare exempel betecknade med deras reducerade R-bandmaximum, till exempel cyt c559.

## Struktur och funktion
Hemgruppen är ett mycket konjugerat ringsystem (som gör att dess elektroner kan vara mycket rörliga) som omger en järnjon. Järnet i cytokromer finns vanligtvis i ett ferrous (Fe2+) och ett ferric (Fe3+) tillstånd med ett ferroxo (Fe4+) tillstånd som finns i katalytiska mellanprodukter. Cytokromer är således kapabla att utföra elektronöverföringsreaktioner och katalys genom reduktion eller oxidation av deras hemjärn. Den cellulära placeringen av cytokrom beror på deras funktion. De kan hittas som globulära proteiner och membranproteiner.
I processen med oxidativ fosforylering är ett globulärt cytokrom cc-protein involverat i elektronöverföringen från det membranbundna komplexet III till komplex IV. Komplex III i sig är sammansatt av flera underenheter, varav en är en b-typ cytokrom medan en annan är en c-typ cytokrom. Båda domänerna är involverade i elektronöverföring inom komplexet. Komplex IV innehåller en cytokrom a/a3-domän som överför elektroner och katalyserar reaktionen mellan syre och vatten. Fotosystem II, det första proteinkomplexet i de ljusberoende reaktionerna av syrehaltig fotosyntes, innehåller en cytokrom b-underenhet. Cyklooxygenas 2, ett enzym involverat i inflammation, är ett cytokrom b-protein.
I början av 1960-talet föreslogs en linjär utveckling av cytokromer av Emanuel Margoliash  som ledde till hypotesen om molekylklockan. Den till synes konstanta utvecklingshastigheten för cytokromer kan vara ett användbart verktyg för att försöka avgöra när olika organismer kan ha avvikit från en gemensam anfader.

## Typer
Flera typer av cytokrom finns och kan särskiljas genom spektroskopi, exakt struktur av hemgruppen, inhibitorkänslighet och reduktionspotential.
Fyra typer av cytokromer kännetecknas av sina protesgrupper:
| Typ        | Protesgrupp                      |
| ---------- | -------------------------------- |
| Cytokrom a | hem A                            |
| Cytokrom b | hem B                            |
| Cytokrom c | hem C (kovalent bundet hem b)    |
| Cytokrom d | heme D (hem B med γ-spirolakton) |

Det finns inget "cytokrom e", men cytokrom f, som finns i cytokrom b6f-komplexet hos växter, är ett cytokrom av c-typ.
I mitokondrier och kloroplaster kombineras dessa cytokromer ofta i elektrontransport och relaterade metaboliska vägar:
| Cytokromer | Kombination |
| ---------- | --- |
| a och a3   | Cytokrom c oxidas ("komplex IV") med elektroner som levereras till komplex av lösligt cytokrom c (därav namnet) |
| b och c1   | Koenzym Q - cytokrom c reduktas ("komplex III")                                                                 |
| b6 och f   | Plastokinol—plastocyanin reduktas                                                                               |

En distinkt familj av cytokromer är cytokrom P450 -familjen, så uppkallad efter den karakteristiska Soret-toppen som bildas av absorbans av ljus vid våglängder nära 450 nm när hemjärnet reduceras (med natriumditionit) och komplexbildas till kolmonoxid. Dessa enzymer är främst involverade i steroidogenes och avgiftning.